# Diasemopsis elegantula
Diasemopsis elegantula är en tvåvingeart som beskrevs av Enrico Adelelmo Brunetti 1926. Diasemopsis elegantula ingår i släktet Diasemopsis och familjen Diopsidae. Inga underarter finns listade i Catalogue of Life.